# Naatje van de Dam

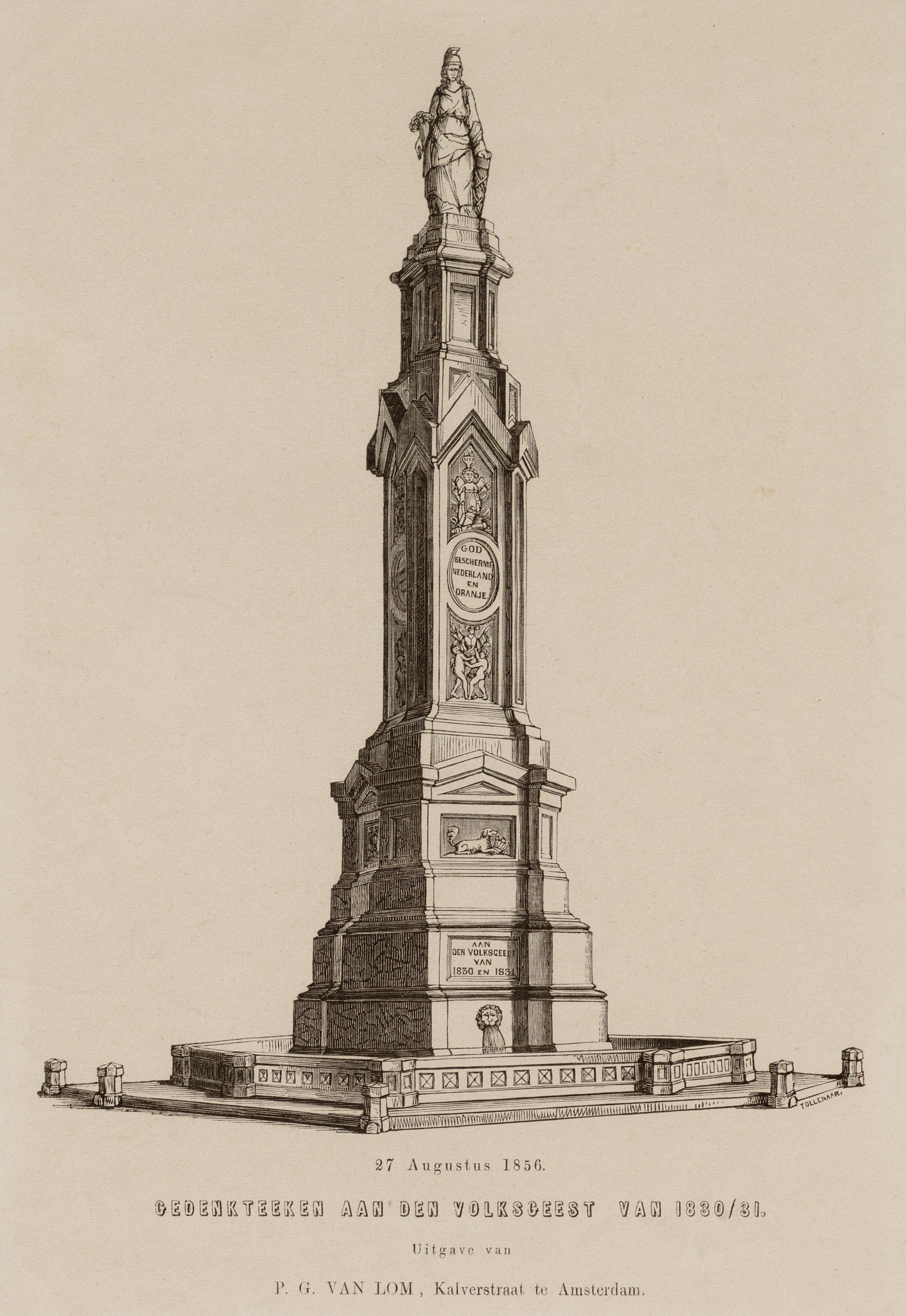
Zeichnung De Eendracht von Dirk Wijbrand (1856)

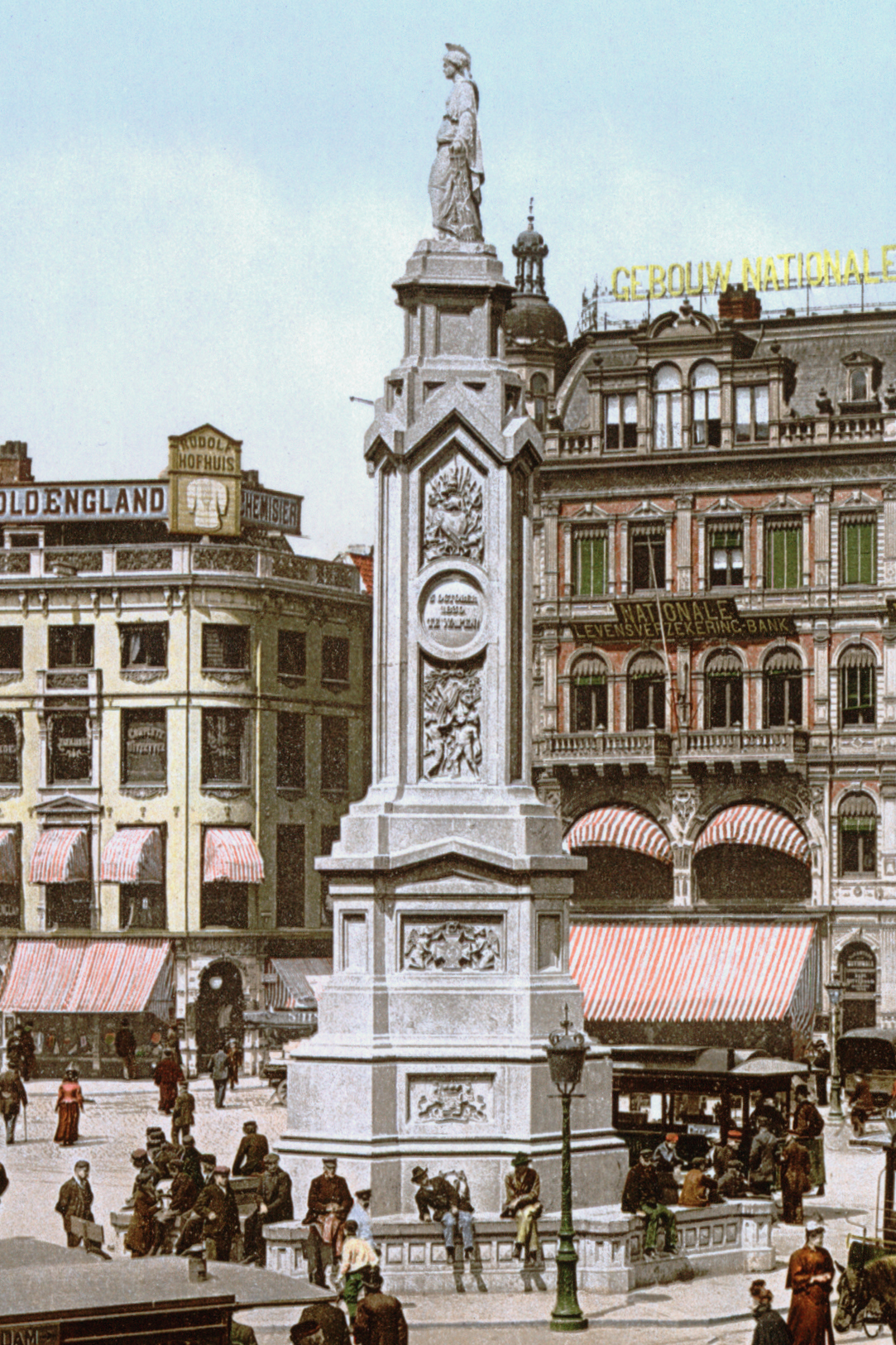
Naatje van de Dam (1890/1900)

Naatje van de Dam (offiziell De Eendracht, „Die Eintracht“) war ein Denkmal, das von 1856 bis zu seinem Abriss 1914 auf dem Dam in Amsterdam stand. Es symbolisierte den Volksgeist von 1830–1831 und die niederländische Einheit. Seit 1956 befindet sich auf dem Platz das Nationalmonument, das an die Opfer des Zweiten Weltkriegs erinnert.

## Geschichte

### Das Denkmal auf dem Dam

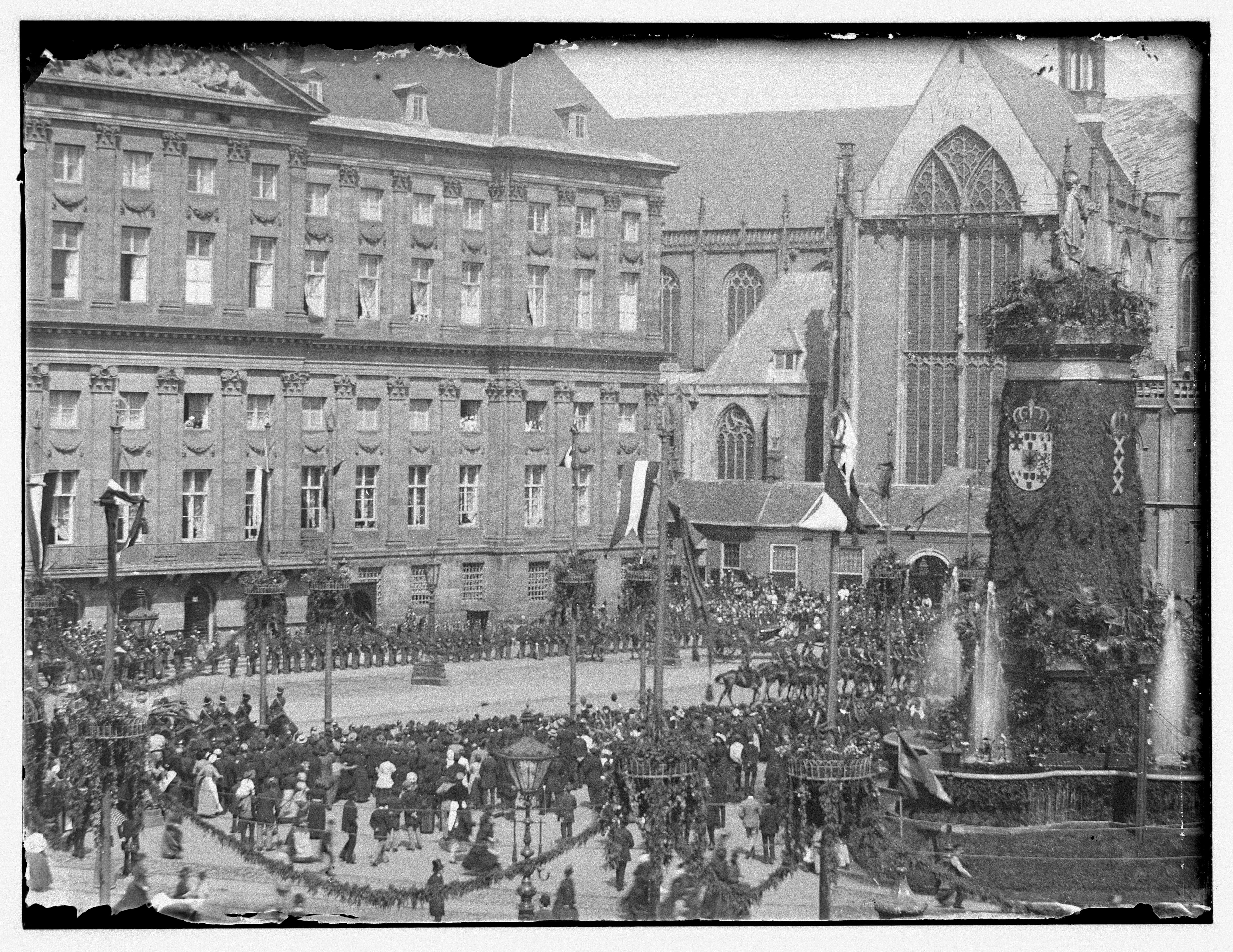
Mit Blumen geschmückte Naatje anlässlich eines Besuchs des deutschen Kaisers 1891

Im Zuge der Belgischen Revolution 1831 versuchten die Niederlande unter König Wilhelm I., ab dem 2. August ihre Macht durch einen Einmarsch ihrer Truppen nach Belgien zu demonstrieren. Mehrere Städte wurden in kurzer Zeit erobert. Nachdem jedoch Frankreich gedroht hatte, militärisch einzugreifen, erklärte sich der niederländische König am 12. August mit einem Waffenstillstand einverstanden.
Ab 1846, 15 Jahre nach diesem sogenannten „Zehn-Tage-Feldzug“, setzte sich die Vereeniging Het Metalen Kruis von Veteranen des Feldzugs für die Errichtung eines Denkmals ein. Die damaligen Truppen – man schätzt die Stärke auf etwa 36.000 Mann – hatten sich zu einem großen Teil aus Freiwilligen zusammengesetzt, die sich aus patriotischer Begeisterung gemeldet hatten. Nach dem Einsatz wurden die Soldaten mit dem Metalen Kruis ausgezeichnet. Das Denkmal sollte an diese militärische Kampagne erinnern, aber auch ein symbool van de volksgeest van 1830–1831 en Nederlandse eendracht („Symbol des Volksgeistes von 1830–1831 und der niederländischen Einheit“) sein. De Eendracht wurde 1856 von König Wilhelm III. im Rahmen von fünftägigen Festlichkeiten enthüllt.
Schon vor der Errichtung des Denkmals waren die Reaktionen auf das Vorhaben gemischt, da der Feldzug erfolglos gewesen war und die politische Isolation sowie den Beinahe-Bankrott des Landes zur Folge gehabt hatten. Die hohen Kosten des Denkmals wurden vor dem Hintergrund großer Armut im Land kritisiert, auch wenn sie durch Spenden aufgebracht werden sollten. Die erforderliche Summe in Höhe von 22.500 Gulden kam allerdings nicht zusammen, und der Staat musste 5800 Gulden beisteuern.
Ein Grund für die Teilung der Vereinigten Niederlande in zwei Länder war unter anderen die Religion gewesen: Die Mehrheit in den nördlichen Niederlanden (jetzt Niederlande) war protestantisch, die Mehrheit in den südlichen Landesteilen (jetzt Belgien) römisch-katholisch. Viele Niederländer seien daher eher froh gewesen, die Belgier, diese „merkwürdigen römischen Heuchler“, loszuwerden, so der Historiker Hans Blom. Die katholische Minderheit in den Niederlanden bekam durch die Errichtung des Denkmals das Gefühl vermittelt, nicht als Teil dieser Nation zu gelten. Diese Einschätzung wurde während der Enthüllung in der Rede von Professor Ulrich Gerard Lauts bekräftigt, in der er die rhetorische Frage, ob die Niederlande ein protestantisches Land seien, mit „ja“ beantwortete. Der katholische Vordenker Joseph Alberdingk Thijm empfand das Denkmal daher als „unwürdig“ und „geschmacklos“, ja „anti-national“. Als katholische Zeitungen zu kritisch über das Denkmal berichteten, erhielten sie keine Einladungen und Benachrichtigungen zu den Festivitäten mehr. Tatsächlich sprach selbst Justizminister Justinus van der Brugghen bei einem Festmahl im Rahmen der Enthüllung von den Initiatoren als „reaktionärem Klub“, was jedoch von den Anwesenden „weggehustet“ wurde.
Zunächst war geplant, ein großes Kreuz aus den eingeschmolzenen Kanonen aufzustellen, die von den Belgiern erbeutet worden waren. Mit Rücksicht auf die Gefühle der Belgier wurde aber von dieser Idee Abstand genommen, und man entschied sich für eine allegorische Frauengestalt, die die Einheit des niederländischen Volkes symbolisieren sollte, bezugnehmend auf das Motiv der Nederlandse Maagd.
Die Figur wurde von dem flämischen Bildhauer Louis Royer erschaffen, der schon das Rembrandt-Denkmal auf dem Rembrandtplein erstellt hatte. Sie war vier Meter hoch und stand auf einer Säule von 18 Metern Höhe, die von dem niederländischen Maler Paul Tétar van Elven entworfen worden war. Auf der Säule befanden sich mehrere Inschriften, darunter auf der Vorderseite Aan de volksgeest van 1830 en 1831 (An den Volksgeist von 1830 und 1831) und auf der Rückseite Tot opwekking van tijdgenoot en nageslacht (Zur Erweckung von Zeitgenossen und Nachkommen). Die Frauengestalt war in antike Kleidung gekleidet und hielt in ihrem rechten Arm ein Füllhorn, den linken stützte sie auf einen Köcher mit Pfeilen. Ihren Blick richtete sie auf den königlichen Paleis op de Dam. Um das Monument errichten zu können, mussten die Fundamente eines Waagehauses entfernt werden, das in den Zeiten, als der Dam noch ein Marktplatz war, dort gestanden hatte und 1808 abgerissen worden war.
Offiziell hieß das Monument De Eendracht. Im Volksmund erhielt die Frauenfigur auf dem Denkmal den doppeldeutigen Beinamen Naatje van de Dam. Vermutlich war Naatje eine Verballhornung des niederländischen Begriffs Natie für Nation, naatje (Schlitz) wiederum ist eine volkstümliche Bezeichnung für Vulva.
Schon im ersten Winter wurde die Nase der Figur aus weichem belgischem Sandstein durch Frost zerstört, so dass der gesamte Kopf zur Restaurierung abmontiert werden musste. 1907 verlor Naatje ihren rechten Arm, der beim Herunterfallen beinahe eine Passantin getroffen hätte. Er wurde nicht ersetzt. Das Gesicht verwitterte durch Umwelteinflüsse und war schon bald deformiert. Wenn auf dem Dam hoher Besuch erwartet wurde, bedeckte man daher die Statue mit Blumen, so etwa bei der Inhuldigung von Königin Wilhelmina im Jahre 1898 oder bei Besuchen des deutschen Kaisers Wilhelm II. Am Fuße der Säule gab es ein Brunnenbassin, das von kleinen Springbrunnen gespeist wurde, die nur selten funktionierten. Zudem entwickelte sich das Denkmal zum Ärger vieler Amsterdamer zu einem Treffpunkt der Ärmsten der Stadt.

1913 beschloss der Stadtrat von Amsterdam den Abriss des Denkmals, um Platz für die Verlegung von Straßenbahnschienen und von elektrischen Leitungen zu schaffen. Überlegungen, die Figur an einem anderen Ort in Amsterdam aufzustellen, wurden nicht umgesetzt. Ein Kritiker des Denkmals schlug ironisch einen neuen Standort „auf der Heide“ vor. Am 8. April 1914 wurde Naatje van de Dam demontiert. Teile des Denkmals aus hartem Stein wurden für 185 Gulden verkauft. Victor de Stuers, ein kunstsinniger Politiker, schrieb, dass damit eines der „hässlichsten Dinge“ verschwinde, das man in den Niederlanden je gesehen hätte. Die Amsterdamer verabschiedeten Naatje mit einem Spottlied:

“Lieve Naatje, schrei toch niet

Nu gij dra de sloopers ziet

Lang genoeg stondt ge op de Dam

Oud en stijf, mismaak en lam.”

„Liebe Naatje, wein doch nicht

Nun, da Du die Abreißer siehst

Lang genug standest Du auf dem Dam

Alt und steif, verunstaltet und lahm.“

Auch gab es ein populäres Lied mit den Worten Nu gaat Naatje van de dam / Ze moet verdwijnen voor de Electrische Tram. (Nun geht Naatje van de Dam / Sie muss verschwinden für die elektrische Tram.) Es bürgerte sich im Niederländischen die Redewendung het is naatje für etwas Wertloses, Missglücktes ein.

### Nach dem Abriss

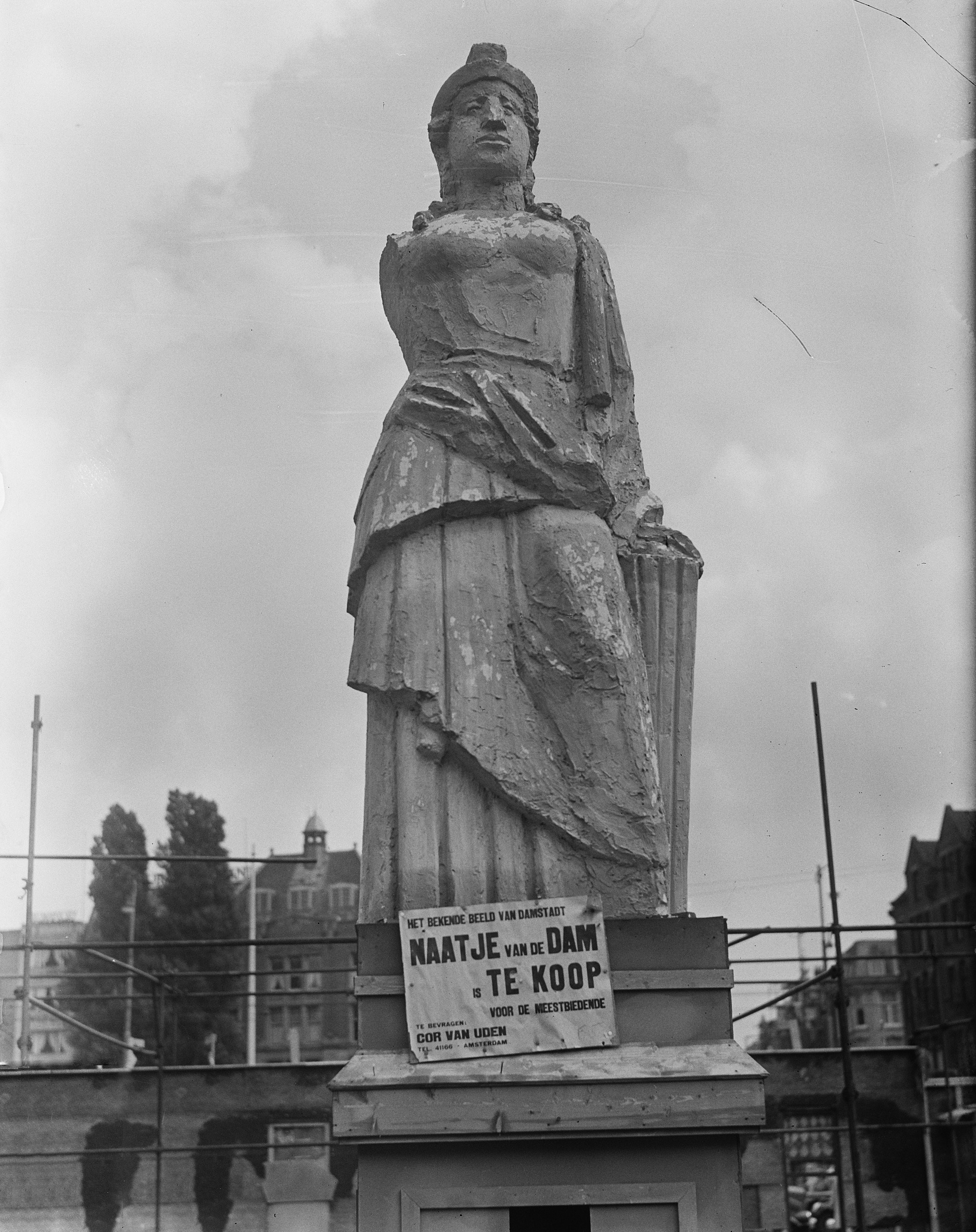
Nachbau aus dem Jahr 1950: „Zu kaufen“

Die Überreste der Figur wurden dem Stedelijk Museum übergeben. In den 1930er Jahren fand sie ein Journalist des Algemeen Dagblaad im dortigen Garten liegend und voller Moos. Die Figur habe ihn mit „müden Augen“ unter dem Helm angestarrt, als ob man ihr helfen könne, ihren angestammten Platz auf dem Dam wieder einzunehmen.
Während der Besetzung der Niederlande durch Deutschland plante die nationalsozialistische Bewegung NSB, die Statue wieder aufzustellen. In einem Zeitungsbericht aus dem Jahr 1942 heißt es: „Die mutige Magd trotzte Hohn und Spott.“ Die Figur konnte jedoch nicht mehr aufgefunden werden. Der Kopf wurde zuletzt im Büro eines Museumsmitarbeiters gesehen, wo er auf einem Schrank stand; später war auch er verschollen.

### Naatjein Kunst und Kultur
Anlässlich des 500. Geburtstages der Kalverstraat wurde 1950 auf dem Dam eine mittelalterliche Damstad aufgebaut, darunter auch eine drei Meter hohe Imitation der Figur von Naatje aus Pappmaché des Bildhauers Hubert van Lith. Die Figur wurde unter großer öffentlicher Beteiligung auf einem Wagen mit vier Pferden zum Dam gezogen, aufgestellt und von dem Schriftsteller Simon Carmiggelt mit einer Rede begrüßt. Nach dem Ende des Festes wurde die Figur zum Kauf angeboten (siehe Bild rechts). 1955 wurde Naatje in dem Lied M’n ouwe Amstelstad der Volkssängerin Tante Leen besungen. 1959 wurde anlässlich des Dam tot Damloops von Amsterdam nach Zaanstad Naatje van de Dam von der Schauspielerin Conny Stuart verkörpert, an ihrer Seite der Schauspieler Dimitri Frenkel Frank als Peter der Große. In den 1960er Jahren sang Kabarettist Wim Sonneveld in seiner Rolle als Frater Venantius ein Lied mit der Zeile „’t is weer naatje op de Dam“.
Zum 700. Geburtstag der Stadt Amsterdam wurde eine Nieuwe Naatje von dem niederländischen Verlag Proost en Brandt in Auftrag gegeben, die allerdings nicht der alten Figur nachgeahmt, sondern in einem modernen Stil gestaltet ist. Die Figur der Bildhauerin Hanna Mobach stand von 1975 bis 2003 auf der Rokin, 2005 wurde sie auf die Marnixstraat nahe der Bullebaksluis umgesetzt.
Ab 1947 befand sich an der Stelle, wo Naatje auf dem Dam gestanden hatte, ein provisorisches Denkmal zur Erinnerung an die Opfer des Zweiten Weltkriegs in Form einer geschwungenen Backsteinmauer. 1956 wurde es durch das Nationalmonument ersetzt, an dem jährlich die Feierlichkeiten zur Nationale Dodenherdenking stattfinden.

## Galerie

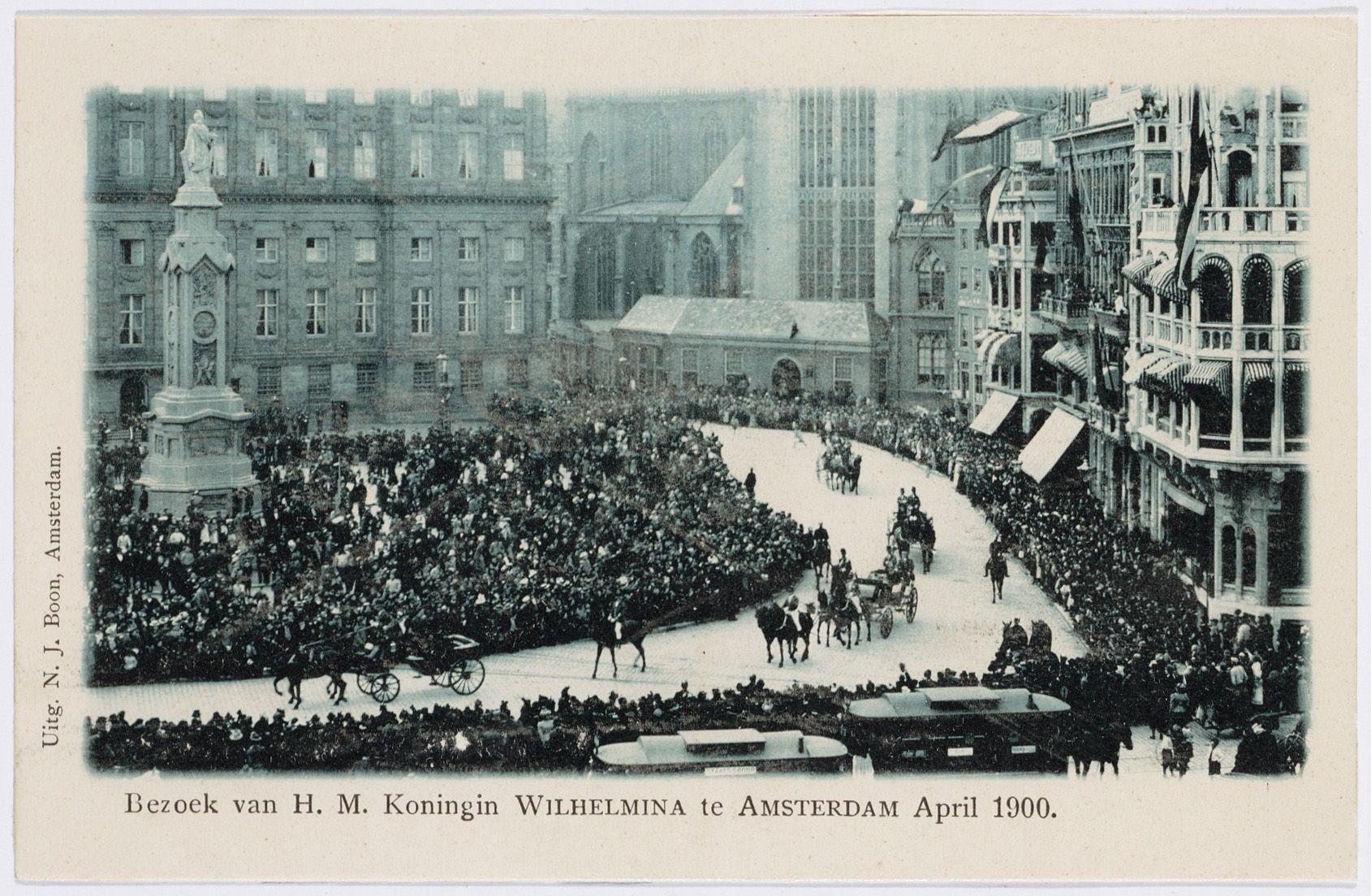
Besuch von Königin Wilhelmina und Prinzgemahl Hendrik im April 1900
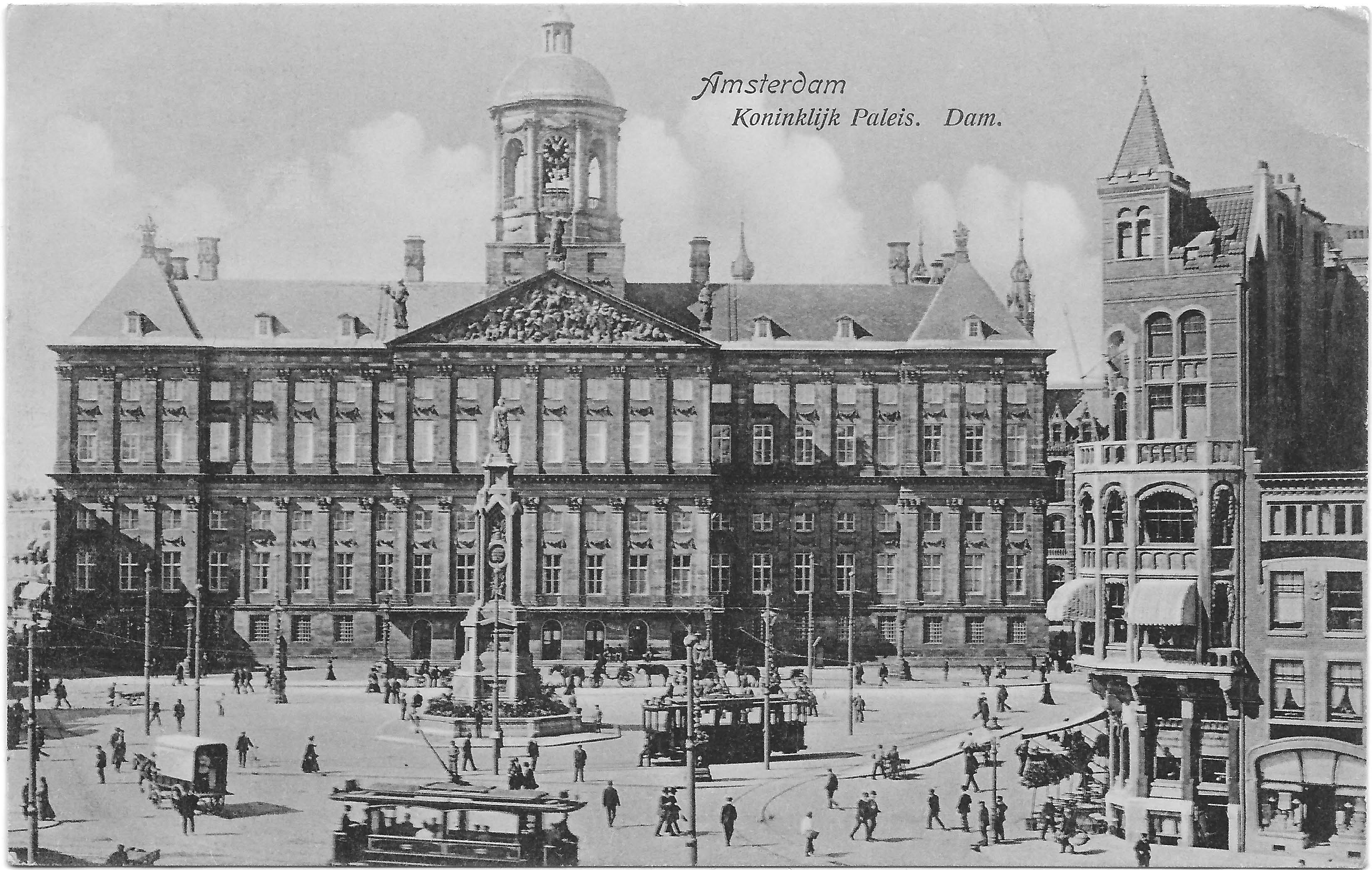
Der Dam 1911
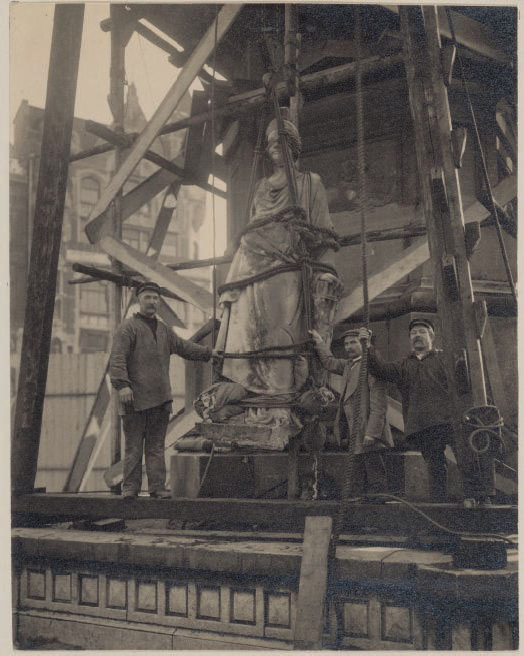
Demontage von Naatje am 8. April 1914
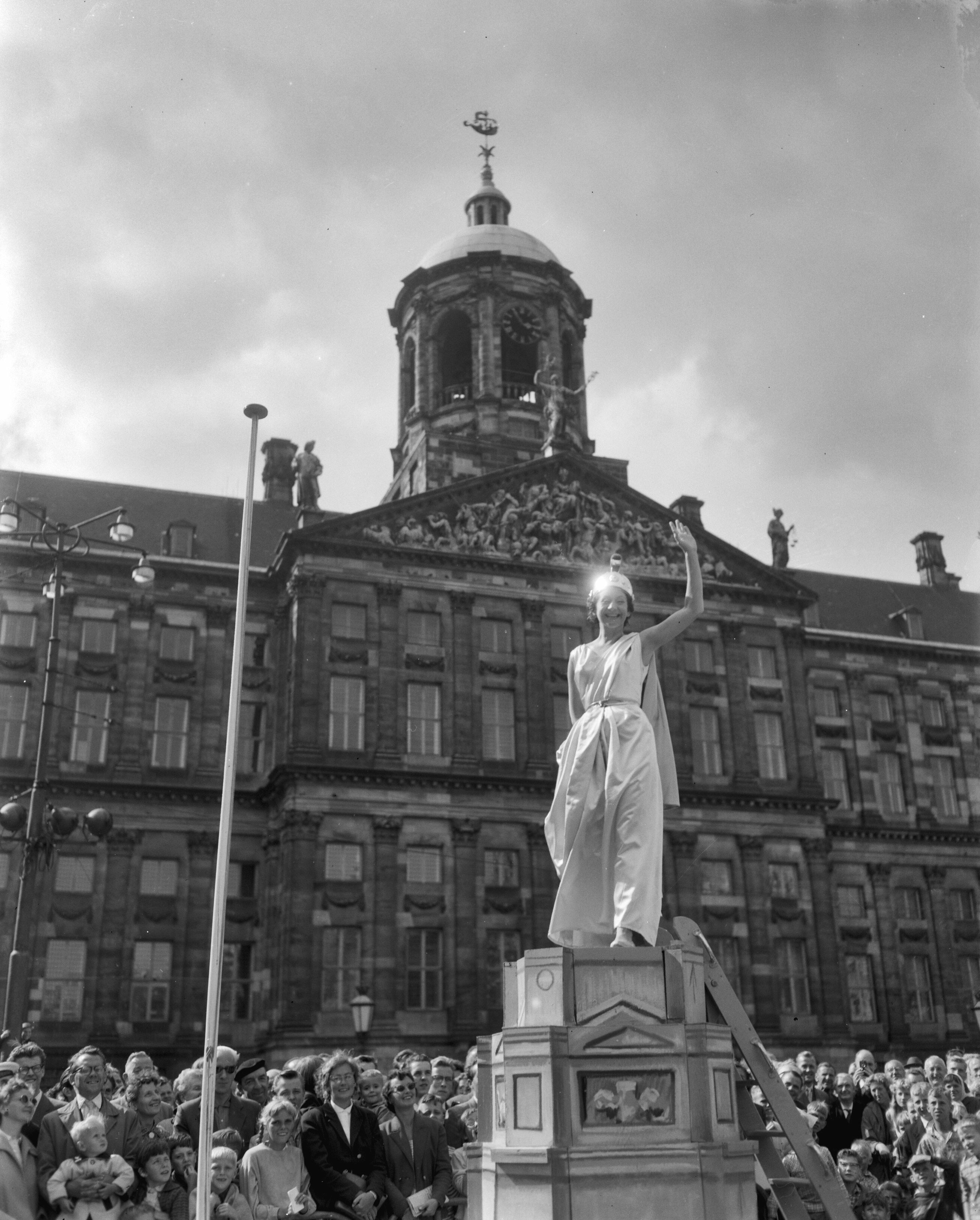
Conny Stuart als Naatje im Jahr 1959
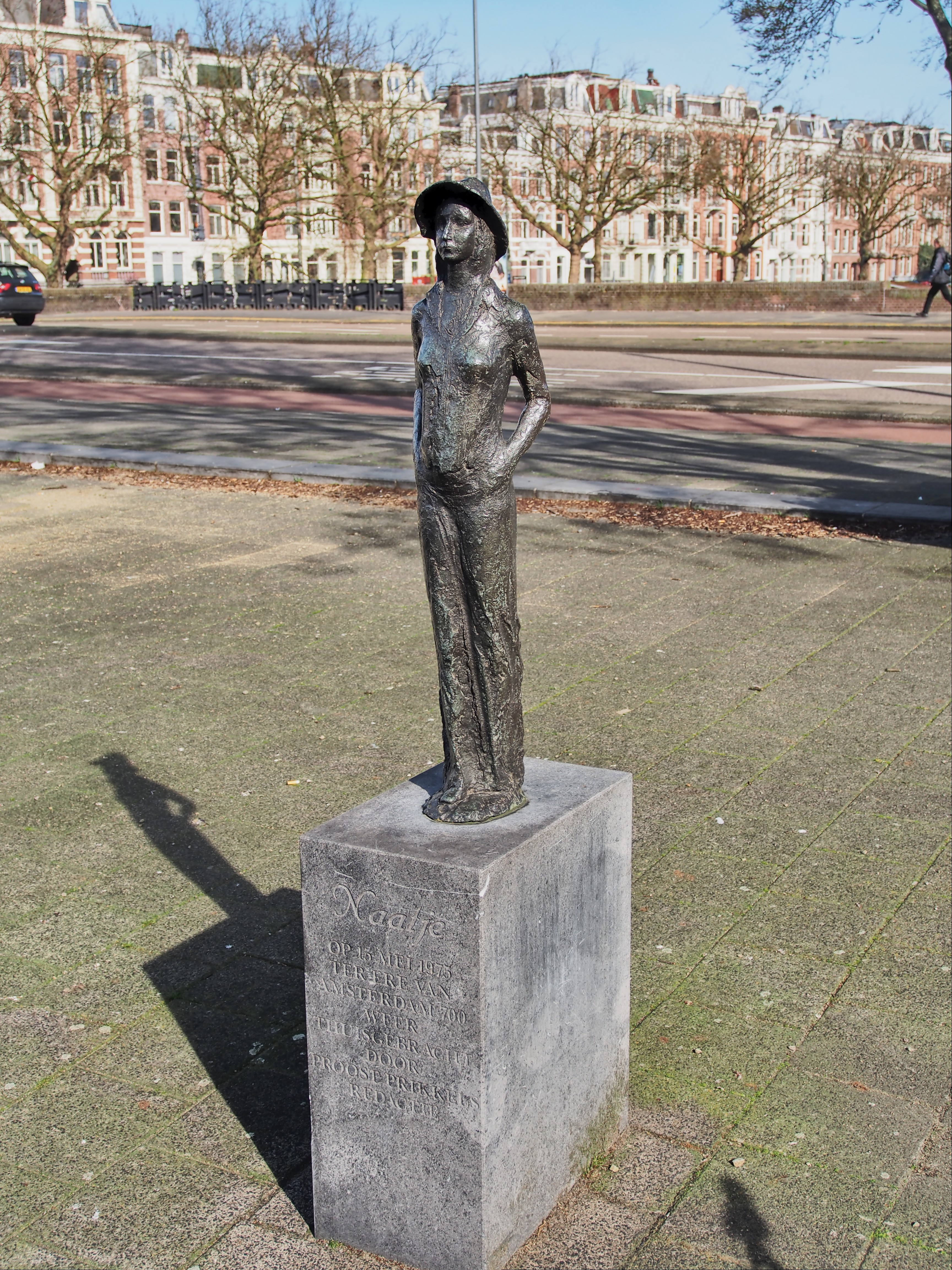
Nieuwe Naatje (2017)